# Barmakiden

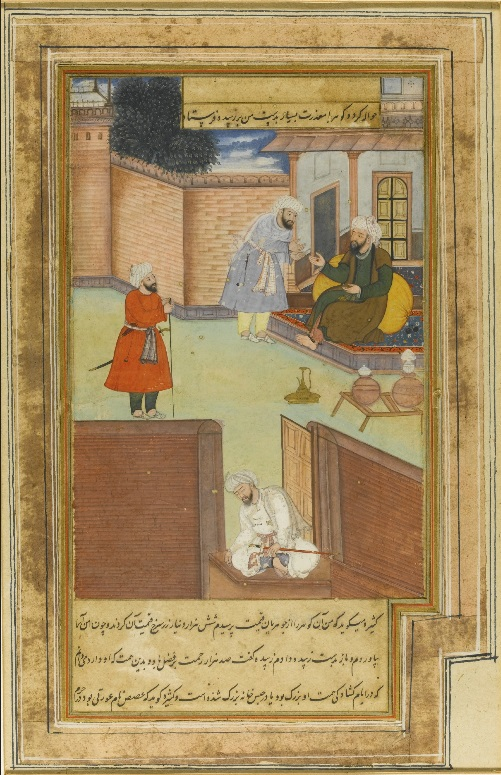
Der Barmakide Yahyā ibn Chālid schickt Zubaida bint Dschaʿfar ein Juwel zurück. Miniatur in einem illustrierten Manuskript aus Mogulindien von Baranīs Barmakidengeschichte Aḫbār-i Barmakiyān, 1595–1600.

Die Barmakiden (arabisch البرامكة al-Barāmika; persisch برمكيان Barmakiyān) waren eine Familie aus Balch in Tocharistan, die unter den ersten fünf abbasidischen Kalifen (750–803) als Wesire und Sekretäre höchste Staatsämter bekleideten und auch als Prinzenerzieher wirkten. Während des frühen Kalifats von Hārūn ar-Raschīd (reg. 786–809) erreichte die Macht der Barmakiden mit Yahyā ibn Chālid und seinen beiden Söhnen al-Fadl und Dschaʿfar ihren Höhepunkt. Yahyā ließ Werke aus dem Sanskrit und anderen Sprachen ins Arabische übersetzen. Im Jahre 803 wurde die Familie jedoch überraschend aus unklaren Gründen vom Kalifen entmachtet. Die Barmakiden stellen einen der am besten dokumentierten Fälle dar, in dem Mitglieder einer führenden zum Islam konvertierten Familie aus den neu eroberten wohlhabenden ostiranischen Provinzen im Zuge der abbasidischen Revolution zu politischer Macht und weit über ihre Heimat hinausreichenden Einfluss gelangten. In der späteren arabischen und persischen Literaturtradition wurden die Barmakiden für ihre außergewöhnliche Großzügigkeit gerühmt.

## Herkunft
Nach Kevin van Bladel waren die Barmakiden keine Perser, sondern buddhistische Baktrier. „Barmak“ (abgeleitet von Sanskrit pramukha [Vorsteher, Verwalter]) war kein Personenname, sondern der erbliche Titel des Vorstehers des buddhistischen Klosters (Vihara) von Naubahār, das die gesamte Oase von Balch unter seiner Kontrolle hatte. Seine Ruinen sind heute noch unter dem Namen Tacht-e Rostam (Balch) in Balch zu sehen. Die dem Kloster zugehörigen Ländereien mit einer Fläche von etwa 1568 km² befanden sich im Besitz der Barmakiden. Dieser Grundbesitz oder zumindest ein Teil davon blieb der Familie auch später erhalten. Barmak, der Stammvater, nach dem die Barmakiden benannt wurden, und sein Sohn Chālid waren noch Buddhisten. Sie wurden zusammen mit anderen Geiseln aus Chorasan an den Hof von Hischām ibn ʿAbd al-Malik Hishām in ar-Rusāfa in Syrien gebracht. Die beiden konvertierten zum Islam, und der junge Chālid wurde ein enger Freund von Hischāms Sohn Maslama und lernte fließend Arabisch. Einige Zeit später kehrten die beiden nach Chorasan zurück.

## Rolle unter den frühen Abbasiden
Im Jahre 742 begann Chālid auf Betreiben seines Vaters, sich an der hāschimidischen Daʿwa-Bewegung zu beteiligen. Er wurde einer der wenigen Nicht-Araber im inneren Kreis der Revolutionäre, einer von zwanzig „Inspektoren“ (nuẓarāʾ) unter den zwölf Anführern (nuqabāʾ), die die Revolution leiteten. In den Annalen von at-Tabarī wird er im Jahr 129 der Hidschra (= 746–747 n. Chr.) als aktiver Teilnehmer der Abbasidischen Revolution erwähnt. Abū Muslim, der Anführer der abbasidischen Streitkräfte in Chorasan, soll ihm und Abū ʿAun (gest. ca. 784) befohlen haben, Gelder herbeizuschaffen, die bei den Schiiten eingesammelt worden waren. Im folgenden Jahr trat er als einer der Feldoffiziere auf, die die abbasidischen Truppen in die Schlacht führten. In der Zeit von 749 bis 753 war er für die Dīwāne, die Charādsch-Grundsteuer und die Armee der neuen abbasidischen Regierung zuständig. Dies machte ihn praktisch zum obersten Finanzbeamten des Reiches. Sein Erfolg in dieser Rolle lässt auf eine solide Ausbildung und Verwaltungserfahrung schließen, die er sich entweder am Hof von Hischām oder schon vorher in Balch angeeignet hatte. In jedem Fall führten seine Rolle in der abbasidischen Revolution, sein Erfolg als Verwalter und die enge Beziehung seiner Familie zu den Abbasiden von Anfang an zu einer herausragenden Rolle der Barmakiden in der neuen Regierung.
Chālids Sohn Yahyā konnte unter Hārūn ar-Raschīd zum Wesir aufsteigen (786–803). Bis 803 kontrollierte er zusammen mit seinen Söhnen al-Fadl und Dschaʿfar, die ebenfalls Wesire waren, die meisten Bereiche der Regierung oder war zumindest daran beteiligt. Nach Hugh N. Kennedy leiteten die Barmakiden einen Prozess der fiskalen Zentralisierung ein, der einen „fundamentalen Wendepunkt“ in der Regierungsgeschichte des Arabischen Reiches darstellte. Jetzt konnten mit detaillierten Aufstellungen ausgestattete Bürokraten im Namen des Kalifen hohe Einnahmen aus den Provinzen einfordern, Einnahmen, die unter der Herrschaft der Umayyaden in den Provinzen verblieben waren. Dies stärkte die Zentralregierung und bereicherte die Klasse der Sekretäre (kuttāb), deren anhaltende Bedeutung danach als das wichtigste langfristige Ergebnis des Wesirats der Barmakiden angesehen werden kann.
Außerdem begann mit den Barmakiden die kulturelle Blütezeit des Abbasidenkalifats. Sie ließen zahlreiche Werke aus dem Sanskrit ins Arabische übersetzen, so auch die Erzählung Bilauhar und Budhāsaf, die die Grundlage für den byzantinischen Roman Barlaam und Josaphat bildete. Es handelt sich um eine stark interpolierte und erweiterte Form der Erzählung über die Erweckung Buddhas. Auch griechische philosophische und naturwissenschaftliche Werke wurden übersetzt, ebenso kamen Zoroastrier und Christen an den Hof. Der Aufstieg der Barmakiden in der Zeits Harun ar-Raschids war gleichzeitig der Beginn der Wiedergeburt des persischen Nationalbewusstseins nach dem Fall des mächtigen Sassanidenreichs.

## Entmachtung durch Hārūn ar-Raschīd
Die Gründe für den plötzlichen Sturz der Familie und die Hinrichtung des jüngeren Sohnes Dschaʿfar im Jahre 803 sind nicht ganz klar. Eine mögliche Erklärung ist, dass Hārūn ar-Raschīd die Barmakiden zu einflussreich geworden waren und er zu der Auffassung gelangt war, dass er ihnen zu viel Macht zugestanden hatte. Andere Erklärungen sind, dass Feinde der Barmakiden die Gunst des Kalifen erlangt hatten und die Barmakiden diese Feindschaft durch ihre Arroganz heraufbeschworen hatten. Eine populäre Geschichte führte ihren Sturz auf die Übertretung eines Verbots zurück: Hārūn ar-Raschīd hatte angeblich Dschaʿfar mit seiner geliebten Schwester al-ʿAbbāsa verheiratet, um sie beide gleichzeitig in seiner Gesellschaft haben zu können, bestand aber darauf, dass die Ehe nicht vollzogen werden sollte. Die Geschichte besagt, dass al-ʿAbbāsa, die sich in Dschaʿfar verliebt hatte, es mit Hilfe seiner Mutter schaffte, Dschaʿfar zu verführen, indem sie als Sklavin verkleidet in sein Schlafzimmer schlich. Bei der Zusammenkunft zeugte er ihr einen Sohn oder Zwillinge, die bei der Geburt in Mekka versteckt wurden, aber schließlich vom Kalifen entdeckt wurden, der daraufhin Dschaʿfar hinrichtete und seinen Vater Yahyā und seinen Bruder al-Fadl einsperrte.
Im Zuge der Entmachtung der Barmakiden wurde der Besitz aller Angehörigen der Familie eingezogen, lediglich Yahyā's Bruder Muhammad ibn Chālid wurde vom Kalifen verschont. Vielleicht lag dies an dessen religiöser Ausrichtung. Ibn an-Nadīm gibt in seinem Fihrist die Meinung wieder, dass alle Barmakiden Ketzer gewesen seien, mit Ausnahme von Bruder Muhammad ibn Chālid.

## Literarische Rezeption
Das Wesirat der Barmakiden wird in der arabischen Tradition als ein „goldenes Zeitalter“ in Erinnerung behalten, was nicht zuletzt daran liegt, dass die Berichte über sie hauptsächlich von Autoren stammen, die der Klasse der Sekretäre zugehören, die von ihren Finanzreformen profitierten. Viele der verfügbaren Informationen über die Barmakiden gehen auf ein einziges verlorenes Werk zurück, das durch viele von späteren Autoren überlieferte Auszüge bekannt ist, das Werk Aḫbār al-Barāmika wa-faḍāʾiluhum („Die Nachrichten und Fadā'il der Barmakiden“) von Abū Hafs ʿUmar ibn al-Azraq al-Kirmānī (fl. ca. 800). Es muss ein Enkomion auf die Barmakiden gewesen sein, das verfasst wurde, als diese noch an der Macht waren oder kurz nach ihrem Sturz. Al-Kirmānī stellte die Barmakiden als nicht-arabisches Gegenstück zur haschimidischen der Abbasiden dar. Die arabischen Chronisten stellten eine Verbindung zwischen dem Sturz der Barmakiden und dem späteren Bruderkrieg zwischen al-Amīn und al-Ma'mūn her, indem sie diesen als angemessene Wiedergutmachung für das den Barmakiden zugefügte Unrecht präsentierten.
Später wurden noch verschiedene andere Bücher mit Geschichten über die Barmakiden verfasst. Eines davon ist das persischsprachige Werk Aḫbār-i Barmakiyān von Diyā' ad-Dīn Baranī (gest. 1356), das auf einem verlorengegangenen arabischen Werk von einem gewissen Abū Muhammad ʿUbaidallāh al-Ithrī fußt, das 92 Anekdoten über die Barmakiden enthält. Baranī verfasste es für Firuz Schah Tughluq, um ihm die Freigebigkeit der Barmakiden vor Augen zu führen. Unter Akbar wurde eine mit Miniaturen illustrierte Handschrift dieses Werks erstellt. Die Begebenheiten um den Sturz der Barmakiden haben auch Eingang in die Erzählungen von Tausend und einer Nacht gefunden.
Der jähe Sturz der Barmakiden hat auch im deutschen Sprachraum literarische Behandlung erfahren, so durch Friedrich Maximilian Klingers „Geschichte Giafars des Barmeciden. Ein Seitenstück zu Fausts Leben, Thaten und Höllenfahrt“ (1792/94), Aloys Weißenbachs Schauspiel „Die Barmeciden“ (1801) und Joseph von Hammer-Purgstalls Trauerspiel „Dschafer, oder der Sturz der Barmegiden“ (1813). Goethe war die große kulturelle Bedeutung der Barmakiden ebenfalls sehr bewusst. In seinen Noten und Abhandlungen zum West-Östlichen Divan beschrieb er die Zeit der Barmakiden „als eine Zeit lokalen, lebendigen Wesens und Wirkens, von der man, wenn sie vorüber ist, nur hoffen kann, daß sie erst nach geraumen Jahren an fremden Orten unter ähnlichen Umständen vielleicht wieder aufquellen werde.“ Das Werk selbst eröffnete er mit den Versen: „Zwanzig Jahre ließ ich gehn / Und genoß was mir beschieden; Eine Reihe völlig schön / Wie die Zeit der Barmekiden.“ Katharina Mommsen vermutet, dass es sich dabei um eine versteckte Dankadresse an seinen Fürsten und Gönner Carl August handelt.

## Belege
1. 1 2 3 4 5 6 7 8 9  Kevin van Bladel: “Barmakids”, in: Encyclopaedia of Islam, THREE, veröffentlicht 2012. doi:10.1163/1573-3912_ei3_COM_24302.
2. ↑  Bartold: Barmakiden in Enzyklopaedie des Islam Bd. I, S. 691.
3. ↑  Ibn an-Nadīm: al-Fihrist. Ed. Riḍā Taǧaddud. 3. Aufl. Dār al-Masīra, Beirut, 1988.  S. 401. Digitalisat
4. ↑  Bouvat: Les Barmécides d'après les historiens arabes et persans. 1912, S. 9f.
5. 1 2  Mommsen: Die Barmekiden im West-Östlichen Divan 1952/53, S. 301.
6. ↑  Mommsen: Die Barmekiden im West-Östlichen Divan 1952/53, S. 295.